# See You Yesterday
See You Yesterday ist ein Science-Fiction-Film von Stefon Bristol, der am 3. Mai 2019 im Rahmen des Tribeca Film Festivals seine Weltpremiere feierte.

## Handlung
CJ Walker und Sebastian Thomas sind beste Freunde. Die beiden äußerst schlauen Jugendlichen aus Brooklyn haben eine Zeitmaschine gebaut und hoffen, mit ihrer Erfindung an jedem College im Land angenommen zu werden. Ihre Freude über ihrer Erfindung wird jedoch bald überschattet als Calvin, der Halbbruder von CJ, von der Polizei erschossen wird, die ihn für einen der Räuber hielt, die einen Mini-Mart überfallen haben, das er häufig besuchte. Da kommt CJ die Idee, wie sie die Zeitmaschine ganz konkret einsetzen können. Gemeinsam reisen CJ und Sebastian immer wieder in die Vergangenheit und versuchen dort, Calvin zu retten, doch das ist nicht annähernd so einfach, wie sie glauben, denn manche Male machen sie alles nur noch schlimmer. Gemeinsam müssen sie entscheiden, ob sie ihren Plan weiter verfolgen wollen.

## Produktion
Regie führte Stefon Bristol, der gemeinsam mit Fredrica Bailey auch das Drehbuch schrieb. Produziert wurde der Film von Spike Lee, Jason Sokoloff, Lauren Owen und Matthew Myers.
Die Hauptrollen von Claudette „CJ“ Walker und Sebastian J. Thomas wurden mit den Nachwuchsschauspielern Eden Duncan-Smith und Dante Crichlow besetzt. In Nebenrollen sind Astro und Marsha Stephanie Blake zu sehen. Der Schauspieler Michael J. Fox hat einen Cameoauftritt.
Gedreht wurde der Film in New York.
Die Filmmusik komponierte Michael Abels.
Anfang Mai 2019 wurde der Film beim Tribeca Film Festival in der Sektion Spotlight Narrative gezeigt. Seit 17. Mai 2019 ist der Film bei Netflix verfügbar.

## Rezeption

### Filmgenre
Der Filmdienst beschreibt See You Yesterday als eine Mischung aus Science-Fiction-Film und Teenager-Drama, die das Motiv der Zeitreise mit dem Thema des latenten Rassismus und der Polizeigewalt gegen Afroamerikaner in den USA verquickt.

### Kritiken
Der Film konnte bislang 95 Prozent der Kritiker bei Rotten Tomatoes überzeugen und erhielt hierbei eine durchschnittliche Bewertung von 7,4 der möglichen 10 Punkte.
Joey Magidson von awardscircuit.com schreibt,  Stefon Bristol, der Schützling von Spike Lee, verschmelze im Film dessen New Yorker Flavour, für den der Produzent bekannt ist, mit einer kreativen Zeitreisegeschichte: „Eine Portion Zurück in die Zukunft, ein Spritzer Do the Right Thing, und das Ergebnis ist dieser höchst einzigartige Festivalfilm.“ See You Yesterday lebe von dem Look & Feel von Brooklyn und sei damit nicht nur ein effektvoller Zeitreisefilm, sondern auch ein Liebesbrief an den Stadtteil. Die Chemie zwischen Dante Crichlow und Eden Duncan-Smith wirke natürlich und ihre Interaktionen seien immer ein Highlight. Auch verhinderten die beiden, dass der Film lächerlich wirke, denn das Publikum glaube nicht nur beste Freunde zu sehen, sondern auch geniale Teenager, die Zeitreisen unternehmen, so Magidson. See You Yesterday nähere sich einer möglicherweise bekannten Geschichte aus einem völlig neuen Blickwinkel, und der Übergang zwischen leichter und schwerer Kost sei geschickt gelöst, was Bristol zu einem Talent mache, auf das man achten sollte.
Alan Ng von Film Threat findet, See You Yesterday funktioniere, wegen seiner frischen Sichtweise auf die überbordenden, abgenutzten Zeitreisetropen und die Fallstricke des Zeitreisens. Der Film erzähle eine unterhaltsame und solide Geschichte, die durch Originalität und gute Hauptdarsteller punkte, und sei einfach gute Science-Fiction.

### Auszeichnungen
Independent Spirit Awards 2020
- Nominierung als Bester Debütfilm
- Auszeichnung für das Beste Erstlingsdrehbuch (Fredrica Bailey und Stefon Bristol)[10]

Tribeca Film Festival 2019
- Runner-up als Bester Spielfilm für den Publikumspreis (Stefon Bristol)[11]

## Synchronisation
Die deutsche Synchronisation entstand nach einem Dialogbuch und der Dialogregie von Hubertus von Lerchenfeld im Auftrag der FFS Film- & Fernseh-Synchron GmbH, München
| Darsteller             | Synchronsprecher      | Rolle                 |
| ---------------------- | --------------------- | --------------------- |
| Eden Duncan-Smith      | Paulina Rümmelein     | Claudette 'CJ' Walker |
| Dante Crichlow         | Xiduo Zhao            | Sebastian J. Thomas   |
| Astro                  | Karim El Kammouchi    | Calvin Walker         |
| Marsha Stephanie Blake | Sandra Schwittau      | Phaedra Walker        |
| Johnathan Nieves       | Maximilian Belle      | Eduardo               |
| Damaris Lewis          | Carolin Hartmann      | Candice               |
| Wavyy Jones            | Paul Sedlmeir         | Dennis Owens          |
| Myra Lucretia Taylor   | Eva Maria Bayerwaltes | Gloria Thomas         |
| Rayshawn Richardson    | Lenny Peteanu         | Jared                 |
| Michael J. Fox         | Sven Hasper           | Mr. Lockhart          |
| Brett G. Smith         | Pascal Fligg          | Officer Bryce         |
| Taliyah Whitaker       | Laura Jenni           | Zora                  |